# Номерні знаки штату Каліфорнія

Регулярний номерний знак

Регулярний номерний знак із наліпками

Номерний знак причіпу

Номерні знаки штату Каліфорнії видаються Департаменту моторних транспортних засобів (DMV). Штат Каліфорнія вимагає розміщення двох номерних знаків на автомобілі.
Регулярні номерні знаки Каліфорнії мають формат 1АБВ234. Кодування відсутнє. Чинні бланки номерних знаків мають узагальнену назву «Ліпстік плейт» — губна помада, через характерний штифт написання назви штату. Від 2011 року в нижній частині номерного знаку відтворюється електронна адреса Департаменту моторних транспортних засобів www.dmv.ca.gov.
Індивідуальні комбінації літер і цифр можливо використовувати на стандартному бланку номерного знаку.

## Інші формати регулярних номерних знаків
- Номерні знаки для мотоциклів мають формат 12А3456 та розміри 4х7 дюймів;
- Номерні знаки для комерційного транспорту мають формат 12345А6. До 2011 року формат цієї категорії ТЗ мав вигляд 1А23456;
- Номерні знаки для причепів мають формат 1АБ2345;
- Номерні знаки для вантажних комерційних перевезень за межі штату (APPORTIONED) мають формат АР12345

## Номерні знаки «особливого інтересу»
Номерні знаки «особливого інтересу»